# 搞笑諾貝爾獎
搞笑諾貝爾獎（英語：Ig Nobel Prize），又名幽默諾貝爾獎，是對諾貝爾獎的有趣模仿。獲獎成就“是一種社會批評，諷刺地揭露出荒謬的現象；并且是有用的研究和知識。”

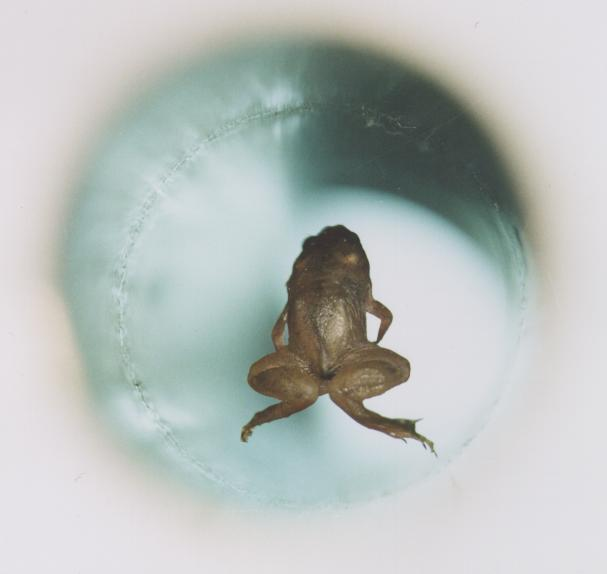
利用磁悬浮技术浮起一只活青蛙。此实验获2000年搞笑诺贝尔物理学奖。得主之一的俄羅斯裔荷蘭物理學家安德烈·海姆在十年後憑藉與石墨烯相關的研究獲得了2010年真正的诺贝尔物理学奖。

搞笑諾貝爾獎由科學幽默雜誌《不可思議研究年報》主辦，授予“乍一看好笑，后又引人深思”的科學領域十大成就。該獎約於每年九月在哈佛大學桑德斯劇場舉行，隨後會有獲獎者在麻省理工學院進行公開演講。評審委員中有些是真正的諾貝爾獎得主。而搞笑諾貝爾獎每年都會舉辦，但是每次都稱自己是“首届”（如：The 31st First Annual Ig Nobel Prize Ceremony）
這個獎項的名稱“Ig Nobel Prize”與“ignoble”（不光彩的，令人感到羞恥的）雙關，但在颁奖典礼上其正式发音是/ˌɪɡnoʊˈbɛl/ ，而不是“ignoble”的发音/ɪɡˈnoʊbəl/，以與真正的諾貝爾獎呼應。

## 歷史
搞笑諾貝爾獎由马克·亚伯拉罕斯於1991年創立，當時是頒給那些“不能也不應被重複”的研究。每年有十個領域的研究獲獎，包括傳統諾貝爾獎的五個領域——物理、化學、醫學、文學與和平。另外還有諸如：公共衛生、工程、生物和其他各學科間的研究。首屆搞笑諾貝爾獎曾頒發過三個“虛擬成就獎”。此後，所有的獎項都頒給了基於現實世界的研究。
這個獎有时通过讽刺来委婉地批判。比如：兩次頒给了順勢療法的研究；頒給堪薩斯州和科羅拉多州教育委員會，以表彰其在教育改革中的態度；在索卡事件后把獎頒給了《社會文本》雜誌。不过，評委在更多的情况下还是把注意力集中在那些詼諧及具跳躍性思維的科學論文上。例子包括：發現人類的外表能引起鴕鳥的情欲；黑洞符合地獄所在地的一切技術條件；研究“五秒規則”——一个不能當真的說法，掉在地上的食物只要在五秒内拾起来就沒被弄髒。

## 頒獎典禮
搞笑諾貝爾獎是由真正的諾貝爾獎得主頒獎。起初儀式舉辦地是麻省理工學院的一個演講廳，后改為哈佛大學的桑德斯劇場。每次搞笑诺贝尔奖颁奖典礼都是“第一届”。頒獎儀式中，得奖者可以向公衆解釋他的成就及其應用。但是，如果解释的时间超過一分鐘，台下抱著布玩偶的甜普小姐（Miss Sweety Poo 或 Sweety-Poo）就会不斷大叫道：「请停下吧，烦死了。」(Please stop, I'm bored)，因為一直聽到她大叫相當煩人，所以得獎人聽到之後通常都會很快結束，但也曾經有得獎者試圖給甜普小姐零用錢希望她停止。甜普小姐通常都找八歲左右的小女孩擔任。通常頒獎典禮的結語是：「如果你沒有得獎，特别是，你得了獎——那祝你明年好運。」
颁奖典礼的协办者是哈佛資訊工程社团，哈佛-拉德克里夫科幻小说协会，以及哈佛-拉德克里夫物理系学生会。諾貝爾獎頒獎禮開始時會向瑞典王室致敬，但搞笑諾貝爾獎就向瑞典傳統食品——肉丸致敬。2013年，搞笑诺贝尔奖获奖者首次获得了奖金——10兆津巴布韦元，即0.4美元。
形形色色的支持团体也涌入了颁奖礼。糟糕艺术博物馆的代表常常在现场展示他们的馆藏品，来证明差劲艺术和差劲科学携手同行。因在电视剧《吉利根岛》中扮演教授而知名的演员拉塞尔·约翰逊，曾顶着“吉利根岛名誉教授”的头衔出席颁奖礼。

## 参看
- 搞笑諾貝爾獎得獎者列表
- 相關幽默獎項
  - 達爾文獎
  - 金酸莓獎
  - 菠萝科学奖